# 村上世彰
村上 世彰（むらかみ よしあき、1959年8月11日 - ）は、シンガポール在住の日本人投資家、相場師。大阪府大阪市出身。東京大学法学部卒業。「フジ・メディア・ホールディングス」は村上の株式取得に対抗措置を打ち出しており、依然として現役の投資家である。

## 人物
M&Aコンサルティングを核とする村上ファンドの創設者。東京大学卒業後、通商産業省（現：経済産業省）の国家公務員として約16年勤務。
この間に日本経済の永続的な成長はコーポレート・ガバナンスが大切であることを実感、自らがプレーヤーとなって変えていく決意をし40歳を目前にファンドを立ち上げた。
現金や遊休優良資産を抱えながら有効活用していない上場会社の株式を取得、日本にいる株主の多くが経営関与には消極的な中、積極的に株主提案を行い企業価値の向上を計り、株主を軽視する経営者に対しては株主総会などで経営陣に意見する姿は「物言う株主」として注目を集めた。
投資対象とした会社の株を購入、利益の上がる事業に専念させて会社の株主価値向上を目指す投資手法を採った。代表的な案件に東京スタイル、ニッポン放送、阪神電気鉄道などが挙げられる。
投資規模が拡大の一途をたどる最中のファンド設立から6年、ニッポン放送株式の内部者取引の容疑で逮捕された。
主義主張に「企業にとってのお金は人間の身体でいうなら血液、企業成長にはお金（血液）の流れが大切であり、流れが滞ると企業の健康に悪い影響が出る」というものがある。
村上ファンドと近い時期、同じく積極的な経営手法で注目された堀江貴文と関連して語られることも多い。
ニックネームは「せしょう」または「せいしょう」。
コーポレートガバナンス・コードやスチュワードシップ・コード、伊藤レポートといった上場企業や機関投資家に対する指針が日本政府によって示された中、自身が持ち続けてきた上場企業のあるべき姿についての信念も単行本の形で世に出すことを決意、2017年6月には自著『生涯投資家』（文藝春秋）を上梓している。

### 相場観

#### 買い
株は暴落時に買うか、上昇トレンドに乗ってから買うかについて、村上はあくまでもファンダメンタルを重視し「1000円の価値があると思われる株が500円になっている」と判断できるならば、バリュー面では買いだと考えるとしている。基本的には大きく下げた場面で買うが、どんなに大きく下落しようと、資産や収益の状況から魅力的でないなら「買い」とは判断しない。同時に経済や相場のトレンドも意識しているという。
父の教えである「上がり始めたら買え、下がり始めたら売れ」という言葉を守っている。買いは、悪材料がほとんど株価に織り込まれ、これ以上株価が下げづらいという状況で、さらに底を打って上がり始めるのを確認してから買うというスタンスである。
決算発表前後の投資家の態度について、決算が予想されているよりも良い内容になりそうだと思えば決算発表前に買うこともあるし、予想されているよりも悪くなりそうだと思えば決算発表前に売ることもあり、普段からその業界を勉強し、チェックし、経済や世界の動きを確認。その会社について気になることがあれば、決算発表の1カ月くらい前までに問い合わせして、今どんな状況なのか確認すべきとする。
会社が決算で業績予想の上方修正をしたにもかかわらず、株価が下落するのは、上方修正自体が、多くの投資家から予想されていたため（株価に織り込まれる）であり、自分の考えた投資シナリオが狂い始めてきたと判断できるような変化があったのなら、売却も検討すべきと発言している。

#### 損切り
損切りについては、自分の投資判断が間違っていたということがわかれば、価格にかかわらず損切りする。ただし、村上が最も得意とするバリュー株投資については、基本的には損切りは考えていない。相場における感情のコントロールについては、村上は感情を表に出すのはかまわない。無理にポーカーフェイスにすることもないと考えている。
ただ、儲かっても舞い上がって強気になることはなく、また大失敗してもさほど落ち込むこともないという。メンタルは若い頃より強く、落ち込むということはなくて、「どうして失敗したのか」、「次からどうしたらいいか」ということを考える姿勢は若いころから変わっていない。結果にかかわりなく、考えることの重要性を説いている。

#### 失敗
村上は2020年8月現在、過去10年間に2度大きな失敗を経験している。2011年のギリシャ国債への投資と2013年の中国のマイクロファイナンス事業への投資である。前者では当時のギリシャは財政危機に陥り、ギリシャ国債が額面の半値以下に下がっており、額面通りに償還されれば年率300％を超えるようなリターンとなる状況であった。他の類似ケースなどを参考にしても国外資産などを原資に3割程度は回収できると踏んだ。しかし、結果はシナリオ通りにはいかず、大きな損失を出した。後者は、2015年から中国経済は急激に減速し、債権の焦げ付きが急増。さらに、現地の運営者が債権の焦げ付きの比率を隠蔽して事態を悪化させた。しかし、村上は後悔はしなかった。ただ、「よく自分がわからないこと」に投資をするのは、期待値を正確に導き出すことができないため、やめようと決意した。この2件で、村上は自分で直接状況を確認したり肌で感じることができ意見が言え、自分もネットワークの中である程度はリスクコントロールできるような案件や、会社側に改善策などを働きかけられるような案件以外はやるべきではないという教訓を得た。

## 経歴

### 幼少期
主に台湾との貿易を営んでいた華僑貿易商である在日台湾人の村上勇の次男として大阪・道頓堀界隈に生まれる（台湾生まれの父は日本兵として徴兵され、復員船で帰還を果たした途端、日本国政府から日本国籍を取り上げられて台湾に帰され、1950年代に日本へ戻り、日本国籍を取得した）。大阪市立道仁小学校を卒業。
なお、小学校3年生頃には、すでに株取引のキャリアはスタートした。これは、父親が、月々の小遣いの支払いを廃止する代わりに、大学卒業までの小遣いとして100万円の現金を渡したことに端を発するもので、この資金を元手に、株式市場で小遣いを捻出していたとされる。大学卒業時には当初の100万円は1億円を超えたという。
小学校時代はとても元気で活発な性格で、所謂ガリ勉タイプではなく、近所の友達ともよく遊んでいたという。学校では教師の間違いを指摘するなどしていた。

### せんだみつおの弟子になることが夢
その後、灘中学校・高等学校に進学。せんだみつおの熱烈なファンで、高校時代はせんだの弟子になることが夢であり、「せんだの人生には偽りがない」という文章を文集に残している。また、灘高校時代にビジネスパートナーとなる丸木強と出会っている。しかし、学校に行っても学校行事には参加せず、校内の割り当て仕事（たとえば掃除当番）も「試験や受験が近づいたら、学校に行くよりも家で勉強するほうが効率がいい」「掃除なんかやっている暇があれば、自分だけ先に帰って勉強したい」との理由で不参加を通していた。
灘高校では220人中200番まで成績が下がったこともあった。教科は理系科目が得意であったが、文系科目が苦手なために、1年間の浪人生活を経験。1979年、東京大学文科一類に進学する。

### 大学時代
大学生活は、父の所有する東京都港区高輪の高級マンションから、ポルシェに乗って通学するという豪華なものであった。1983年、東京大学法学部を卒業。ゼミは会社法。東大法学部同期の友人に衆議院議員で外務大臣の林芳正、弁護士の伊藤芳朗（伊藤は灘校の1年後輩）などがいる。同年、通商産業省（現経済産業省）に入省。通産省時代に近未来小説『滅びゆく日本』を執筆するも、上司が反対したため出版には至らなかった。

### 通産省時代
通産省時代は在南アフリカ共和国日本大使館一等書記官としてアパルトヘイト時代の南アフリカ共和国に赴任。口が災いして左遷された結果だったと伝えられている。

### M&Aコンサルティング設立後
1999年、「コーポレート・ガバナンスのルールを作る立場からプレイヤーになりたい」と生活産業局サービス産業企画官を最後に通産省を退官し、当時アメリカで一躍脚光を浴びていた経営者に改革を迫るアクティビストファンドの先駆者であるロバート・モンクスの、企業のあるべき姿を追い求めた理念追及主義のLENSファンドをロールモデルとして、M&Aコンサルティングを設立。ケイマン諸島籍の投資信託として「MACジャパン・アクティブ・シェアオーバー・ファンド」を設定し、傘下の特別目的会社や投資事業組合、MACアセットマネジメントなどの組織・企業を通じて日本企業への投資を開始する。代表的な案件としては、時価総額以上のネットキャッシュを保有するにもかかわらず、大きな経営改革を行わず放漫経営を続ける東京スタイルに配当・自己株式取得などを求めてプロキシーファイト（議決権争奪戦）を行った事例がある。また、ニッポン放送の案件では、フジサンケイグループにおいて圧倒的な存在感を放つフジテレビがニッポン放送の子会社となっており、ニッポン放送がフジテレビ筆頭株主として3割を超える株式を所有していたことから、上場企業としていびつな親子上場は解消されるべきという思いから投資。結局、ニッポン放送はフジテレビのTOBとライブドアの買い進めによって上場廃止が決定、そこから3年を経た2008年10月、グループは認定持ち株会社体制に移行した。阪神電気鉄道では、本業の鉄道事業の利益水準が他の私鉄に比べて低かったことから、大きな改善と改革の可能性に期待して投資。さらに、自身が生まれ育ち、交通事情を熟知している大阪で、阪神電鉄グループの再編にその他の私鉄も巻き込み、利便性を第一として路線の整理、運営の統合を目指すべきだと考えていたという。将来の改革に向けての交渉を進める中、阪急から阪神に対するTOBが発表された。その直後、東京地検特捜部からニッポン放送株式のインサイダー取引の疑惑で自身に対して呼び出しが行われたことから、阪急側の構想の妥当性について異議を唱えることができないままTOBに応じることとなった。のち、2006年5月10日、シンガポールへの進出を発表した。
2006年3月から同年6月までソフトブレーンの社外取締役を務めた。
「村上ファンドがライブドアから重要情報を得てニッポン放送株を買っていた」というインサイダー取引の疑惑がマスコミで騒がれ始め、東京地検特捜部の捜査の動きがマスコミに流れはじめるが、本人は疑惑を否定。2006年6月5日、11時に東京証券取引所で記者会見を行い、これまでの姿勢から一転ライブドアの当時の取締役などから重要な情報を「聞いちゃった」と告白した、東京地検特捜部の取調べに対する調書にサインをしたことを明らかにし、証券取引法違反（インサイダー取引）の容疑を全面的に認めたが、それは意図的なものではなく、あくまでも過失だったと主張した（のちに、ファンドと社員を守るため自身の過失であったと記者会見で述べざるを得なかったとしている。）。また、ファンドマネージャーの職を退くと共に証券業に今後関わらない意向も表明した。そして、同日17時前、東京地検特捜部の捜査によって逮捕・勾留された。

### 逮捕後
その後の2006年6月23日、証券取引法のインサイダー取引容疑で起訴される（村上ファンド事件）。東京地検特捜部の主張によると、一連の取引で得た利益は30億円で、インサイダー取引としては過去最高額である。
2006年6月26日に保釈が東京地裁に認められ、保釈保証金5億円を小切手で支払って保釈された。村上本人は、「家族や社員が心配だから」として早期の保釈を望んでいたとされている。
2006年9月15日、東京地検、東京地裁、村上の弁護人の三者により公判前整理手続が行なわれた。村上は当初、ライブドアによるニッポン放送株大量買い占め情報を堀江貴文前社長から聞いてニッポン放送株193万株を買い付けたというインサイダー取引の容疑の起訴事実について、「聞いちゃったかと言われれば・・・聞いちゃってるんですねぇ」と認めていたという。しかし、この日には、村上は買い占め情報を知った時期を「ライブドアが取締役会で正式決定した後」と述べ、起訴事実を一転、全面否認した。
2006年11月30日に初公判。村上は起訴事実を否認、その後も一貫して無罪を主張し続けた。しかし、2007年6月12日に結審し、村上は「反省すべき点は多かったが、意図的に法を犯すことはしていない」と改めて否認した。
東京地裁（高麗邦彦裁判長）は同年7月19日、村上に対して、懲役2年、罰金300万円、追徴金11億4900万円（求刑：懲役3年、罰金300万円、追徴金11億4900万円）の実刑判決を言い渡した。インサイダー取引事件での実刑判決は異例であり、また、追徴金の額も史上最高である。村上側はこの判決に対して即日控訴の手続きを取った。なお閉廷後直ちに村上は拘束されたが、追加の保釈金2億円を再び小切手で支払い釈放された。この頃から村上は活動の本拠地をシンガポールへ移動するが、毎月のように日本へ戻って指示を飛ばすようになった。2007年5月、中間支援団体チャリティ・プラットフォーム（チャリ・プラ）を創設。「日本の資金循環」という視点から、上場企業におけるコーポレート・ガバナンスを追求してきた傍ら、社会的課題に取り組む非営利団体にも、必要とされる資金が行き届いていない現状に問題意識を抱き、ファンドの解散を機に、自ら取り組むことを決意。NPOが継続的に資金を集められる仕組みづくりに、創設者、アドバイザー、支援者として取り組み、自身の関連会社を通じて10億円を超える資金支援も行った。チャリティ・プラットフォームは、日本のNGO活動におけるのリーダー的な存在であるピースウィンズ・ジャパンの大西健丞とともに、緊急災害に即応するCivicForceを立ち上げた。そのほか、非営利団体へのクラウドファンディングを行うJustGivingをイギリスからライセンスを得て立ち上げるなど、既存団体の支援のみならず、社会貢献事業におけるインキュベーション活動も積極的に支援した。
2007年12月26日、NPOに寄付する中間支援団体チャリティ・プラットフォーム（チャリ・プラ）の理事に就任。2011年の東日本大震災では、震災翌日からCivicForceが現地に入り活動し多くの命を救う。また、村上自身は震災後すぐに南三陸町へ行き、炊き出しボランティアとして、1000個ほどのハンバーグを自ら焼き、また、友人知人に声を掛けて現地への支援物資の収集や運搬のサポートを行うなど、積極的な支援活動を行った。
一方では、2008年10月に村上ファンド関係者が入手したレノの共同経営に参加。
2009年2月3日、東京高裁は、懲役2年・執行猶予3年を言い渡した。罰金300万円と追徴金約11億4900万円はそのままとした。なお、法人として同罪に問われた投資顧問会社「MACアセットマネジメント」は、一審判決で罰金3億円だったところを2億円とした。村上・MACアセットマネジメント各被告側は即日上告の手続きを取った。
2010年、レノは自社株買いにより村上との資本関係を解消した。法的整理を検討していたゼクスから、入居者救済と実父が入居していたこともあり、高級老人ホーム3箇所を約100億円で買収した。
2011年6月7日、最高裁第1小法廷（桜井龍子裁判長）は上告を棄却し、懲役2年・執行猶予3年、罰金300万円と追徴金約11億4900万円の有罪判決が確定した。ただ、後に裁判長の「利益至上主義はビジネスと言えどもやり過ぎではないか」という発言に対し「ビジネスは安く買って高く売るもの。その考えは間違っている」と持論を展開した。一方、村上は同年5月、シンガポールに新会社「CARON」を設立、兄の世博（元三菱商事勤務）が永住権を取得して役員に就任した。

### 表舞台への復帰
2013年頃からは、ファンドマネージャーではなく、200億円とも目される個人資産をバックにした投資家として、本人名義およびC&I Holdings・南青山不動産といった投資会社名義で株式投資を再開（報道機関ではこれらの会社を指して「新生・村上ファンド」または「旧村上ファンド」と称して報じている）。
2015年6月には、C&I Holdingsが投資先の黒田電気に対して、自身を含む4名の社外取締役選任を求める臨時株主総会招集請求を行うなど、かつての「もの言う株主」のポジションを取り戻しつつある。
2016年8月、一般財団法人村上財団を設立、長女・村上絢が代表理事に就任した。チャリティ・プラットフォームの設立以降、様々なクラウドファンディングサイトが次々と立ち上がり、多くの人々が寄付に対して積極的に動くようになったことから、次に、自身が主体的な寄付者として日本の非営利団体の活動を応援すべく、ファミリー財団の設立に至った。寄付には、営利事業により得た収益から充てるとしている。

### 強制調査
2015年11月25日、証券取引等監視委員会により金融商品取引法違反（相場操縦）容疑で、自宅や長女宅などが強制調査された。これに対して12月「相場操縦をする意図も理由もないこと」「借名口座は使っていないこと」「空売り自体が市場に誤解を与えるものではないこと」を挙げて、疑惑に反論した。その後、2016年3月、村上側は「相場操縦罪は成立しない可能性が濃厚」との調査結果を監視委に提出した 。
この調査結果は、村上側の依頼により編成された第三者委員会（委員長＝宗像紀夫 ・弁護士）が問題の株取引を調査し、大学教授ら専門家に意見を聞き、過去の相場操縦事件と比較するなどして検証を進めた。第三者委員会委員長の宗像紀夫は元東京地検特捜部長、内閣官房参与。
また、強制調査を受けた長女・村上絢は当時妊娠7カ月で、産休中で業務から離れており、嫌疑対象の時期を含め売買判断に全く関与していなかったにもかかわらず、度重なる調査を受けたストレスもあり死産する。
これを契機に、自身が再び表に出て、自分の理念や信念ときちんと伝えなければならないと思い、自身が持ち続けてきた上場企業のあるべき姿についての信念を、単行本の形で世に出すことを決意し、2017年6月、自著『生涯投資家』（文藝春秋）を上梓。
その後、証取委は、検察の起訴が見込めなかったため、刑事告発を断念した。

### 出光・昭和シェル統合
石油元売り大手の出光興産株式会社と昭和シェル石油株式会社は、2015年7月に両社の経営統合について協議を開始したが、出光の大株主である創業家が反対し、出光経営陣と創業家は一時没交渉となった。2017年秋、創業家と親しい財界人から村上世彰に対して創業家への助言を依頼。村上も旧通産省官僚時代に約2年に渡り、石油業界に関わっていた事があり、その際に石油元売業者が乱立して石油製品の過剰供給を生んだ結果、業転玉の発生などの弊害を生んでいる事を痛感していた事もあり、「部外者としてではなく株主目線で誠実に関わろう」と考え、2018年初めに出光株を1%弱取得。同年2月頃からは出光経営陣とも接触し、創業家と経営陣の橋渡し役を担った。その後、村上の橋渡しにより、2018年7月10日、出光興産と昭和シェル石油が統合合意を正式発表した。出光興産会長の月岡隆は記者会見で、「著名な投資家である村上世彰氏が、創業家の相談相手になり、公正な立場から、創業家を含む全てのステークホルダーの共同利益の向上のために、統合の必要性について助言したことが当社と創業家の関係改善につながったのは事実。村上氏が無私の立場から尽力したことに感謝している」と異例の謝辞を述べた。

## 出演

### テレビ
- 池上彰がいま話を聞きたい30人（2025年1月28日、テレビ東京）[32]

## 著書
- 『市場「淘汰」されるサービス業·顧客「選択」されるサービス業-サービス·プロバイダーが市場原理と国際競争にさらされる時代 』（赤石浩一、小川典文と共著） ダイヤモンド社、1999年2月、ISBN 4-478-50163-7
- 『アウトソーシングの時代-2010年、33兆円市場を拓く事業群』（村上世彰編著 / 大石邦弘ほか著） 日経BP社、1999年4月、ISBN 4-8222-9114-6
- 『日本映画産業最前線』（小川典文と共著） 角川書店、1999年5月、ISBN 4-04-883576-9
- 『生涯投資家』文藝春秋、2017年6月[33]、ISBN 978-4-16-390665-2
- 『マネーという名の犬 12歳からの「お金」入門』（村上世彰監修） 飛鳥新社、2017年10月、ISBN 978-4-86410-576-7
- 『いま君に伝えたいお金の話』幻冬舎、2018年9月、ISBN 978-4-344-03359-7
- 『村上世彰、高校生に投資を教える。』KADOKAWA、2020年7月。ISBN 978-4-04-108871-5。
- 『マンガ生涯投資家』文藝春秋、2020年12月。ISBN 978-4-16-391295-0。(原作、マンガ:西アズナブル)
- 『N/S高投資部の教科書 読んだら一生お金に困らない』東洋経済新報社、2021年12月。ISBN 978-4-492-73360-8。(監修、N/S高投資部著)
- 『世界で一番カンタンな投資とお金の話 生涯投資家vs生涯漫画家』文藝春秋〈文春文庫〉、2022年2月。ISBN 978-4-16-791832-3。（西原理恵子との共著）